# Мокшино (Омская область)
Мокшино — деревня в Любинском районе Омской области России. Входит в состав Веселополянского сельского поселения.

## География
Населённый пункт находится на юго-западе центральной части Омской области, в лесостепной зоне, в пределах Ишимской равнины,

## История
В 1928 г. состояла из 177 хозяйств, основное население — русские. Центр Мокшинского сельсовета Любинского района Омского округа Сибирского края.

## Население
| 2010 |
| ---- |
| 95   |

### Национальный и гендерный состав
В 1928 г. основное население — русские.

## Известные уроженцы, жители
В Мокшине родился, жил и скончался депутат Верховного Совета СССР 5-го созыва Казанцев, Михаил Васильевич (1913—1991).